# Ectromachernes mirabilis
Ectromachernes mirabilis är en spindeldjursart som beskrevs av Beier 1944. Ectromachernes mirabilis ingår i släktet Ectromachernes och familjen Withiidae. Inga underarter finns listade i Catalogue of Life.